# 노시로 (언어)
노시로(NOXILO, 일본어: ノシロ語)는 미즈타 센타로(水田扇太郎)에 의하여 개발중인 국제보조어이다.

## 역사
도쿄태생으로 캘리포니아 대학교에서 경제학을 공부한 미즈타 센타로가 1997년 태류사에서 출간한 《노시로어-일본에서 탄생한 공생시대의 국제간이언어》(ノシロ - 日本で生まれた共生時代の国際簡易言語)라는 제목의 책(현재는 절판되었으며, 일부 공공도서관에서 구할 수 있다)을 통하여 세상에 공개하였다. 인터넷의 보급후, 그의 홈페이지를 통하여 지속적으로 업데이트되고 있으며, 학습희망자나 학습자는 게시판을 통하여 의견을 개진하거나 미즈타 센타로 본인과 대화할 수 있다. 학습자에 의한 블로그도 존재한다.

## 문자
노시로 문자라는 독자적인 문자가 존재한다. 그러나 인터넷을 통해서는 이용하기 곤란하기 때문에  로마자에 기초한 표기법쪽이 널리 사용된다. 단, 이 로마자표기법은 대문자 표기를 기초로 하여, 기본 글자를 모음 -u를 동반한 음절문자로 취급 예)L[lu]하기 때문에, 통상적인 로마자 읽기와는 차이가 있다. 소문자는 어말자음의 -y -n 두 글자만 사용한다. 이 때문에 표기법에 익숙해지기 위해서는 별도의 학습을 요한다.

## 특징
인공어이기 때문에 불필요한 어형변화 및 문화적 원인에 따른 불합리의 답습이 없다. 노시로어는 이러한 점에서 에스페란토등 다른 국제보조어와 목적을 같이 하고 있다.
같은 국제보조어인 에스페란토와의 차이점으로 에스페란토가 유럽언어들에 기초한, 유럽인에게 유리한 언어인데 반하여 유럽중심의 탈피의 국제보조어인 점을 강조하고 있으며, 이에 따라  세계 여러 주요 언어-(중국어, 힌디어, 영어, 프랑스어, 일본어, 독일어, 한국어, 러시아어, 태국어, 아라비아어, 케츄아어등)들에서 주요 어근과 어휘를 차용하고 있다.
어순에서는 SOV, SVO의 두가지 어순의 문형의 병용이 가능하다라는 점을 강조하고 있다. (이 경우, 동일한 문장내에서의 병용이 아니라, 사용자가 SOV 또는 SVO중 어느쪽인가의 어순을 선택할 수 있다는 것을 의미한다)
발음, 문법, 단어, 문자 등의 모든 항목에서 매우 선택의 폭이 넓은 언어이며, 이렇게 학습자의 자유선택을 권장하는 언어는 국제보조어로서는 그 예를 찾기 힘들다. 발음은 일본어발음에 준하여 발음해도 되며, 영어같은 폐음절의 발음도 허용된다. 단어는 약 300개의 노시로기본단어와 약 4000개의 노시로우호단어, 장래 작성예정인 노시로국제표준단어가 있는데, 이들 노시로단어를 전부 암기할 필요는 없고, 사용자의 모어의 단어와 세계 각국어의 단어를 사용해도 무방하다고 되어 있다. 이러한 점을 들어 습득이 용이한 언어임을 강조하지만, 이렇게 단어 선택의 폭이 자유로워질 경우, 서로 다른 모어사이에 노시로어를 사용한 의사소통이 불가능 할 수도 있다는 비판이 있다. 선택의 폭이 넓다는 것은 공통적인 규칙이 줄어드는 결점이 되므로, 규칙의 통일을 바라는 의견이 많다.
노시로어를 이용하여  높은 번역기능을 실현할 수 있는 국제 휴대전화및 메일소프트를 개발중으로 알려져 있다.

## 노시로 우호단어숫자의 예
| 수                     | 노시로우호단어 | 발음    | 어원         |
| 0                      | XUNyA          | [슈-냐] | 산스크리트어 |
| 1                      | WAn            | [완]    | 영어         |
| 2                      | NI             | [니]    | 일본어       |
| 3                      | SAM            | [삼]    | 한국어       |
| 4                      | SII            | [싀]    | 태국어       |
| 5                      | LIMA           | [리마]  | 말레이어     |
| 6                      | ZEKS           | [젝스]  | 독일어       |
| 7                      | SABAA          | [사바-] | 아랍어       |
| 8                      | WIT            | [윗]    | 프랑스어     |
| 9                      | KOO            | [코-]   | 미얀마어     |
| 10                     | TIO            | [티오]  | 스웨덴어     |
| 100                    | STO            | [스토]  | 러시아어     |
| 1,000                  | MILA           | [밀라]  | 이탈리아어   |
| 10,000                 | MAn            | [만]    | 중국어       |
| 100,000,000            | OK             | [옥]    | 한국어       |
| 1,000,000,000,000      | QO             | [조]    | 한국어       |
| 10,000,000,000,000,000 | kyon           | [쿈]    | 한국어       |

(注)숫자 9는 2004년 2월 25일 nine에서 koo로 변경 숫자 1은 2005년 4월 16일에 II에서 Wan으로 변경.